# 영순초등학교
영순초등학교는 대한민국 경상북도 문경시 영순면 사근리에 있는 공립 초등학교이다.

## 학교 연혁
- 1934년 12월 17일 영순공립보통학교(4년제) 개교
- 1938년 4월 1일 교명 변경[1](영순공립심상소학교)
- 1940년 4월 1일 6년제로 승격
- 1941년 4월 1일 교명 변경[2](영순공립국민학교)
- 1981년 3월 4일 병설유치원 개원
- 1994년 1월 3일 급식소 준공
- 1994년 3월 1일 영창초등학교 분교장 격하
- 1996년 3월 1일 교명 변경[3](영순초등학교)
- 1996년 8월 19일 테니스장 설치
- 1999년 3월 1일 영동초등학교 본교에 통합
- 2000년 2월 1일 교지 ‘향기로운 꽃 영순’ 창간
- 2000년 3월 3일 어학실 설치
- 2000년 8월 15일 교실 4실 증축[4]
- 2000년 12월 15일 다목적 컴퓨터 활용 교실 설치
- 2001년 1월 1일 학내 전산망 개통
- 2004년 8월 9일 전 교실 냉난방기 설치
- 2005년 8월 18일 과학실 현대화 사업
- 2008년 2월 29일 영창분교장 본교에 통합
- 2018년 2월 9일 제80회 졸업식( 9명) 총졸업생수 4,396명
- 2018년 3월 2일 본교 6학급(특수 1학급 포함), 유치원 1학급 편성 운영
- 2019년 2월 14일 제81회 졸업식(4명) 총졸업생수 4,400명
- 2019년 3월 4일 본교 7학급(특수 1학급 포함), 유치원 1학급 편성 운영
- 2019년 9월 1일 제32대 박희묵 교장 취임
- 2020년 2월 13일 제82회 졸업식(10명) 총졸업생수 4,410명
- 2020년 3월 2일 본교 7학급(특수 1학급 포함), 유치원 1학급 편성 운영
- 2020년 3월 30일 돌봄 전용교실 구축

## 학교 상징
- 교화 - 국화 : 국화의 은은한 향기와 서리를 이겨내는 꿋꿋함을 닮아 순수한 마음속에 더불어 살아가는 인간미와 따뜻한 사랑을 지닌 사람이 되라는 뜻이다.
- 교목 - 향나무
  - 꿋꿋하고 지조 높은 선비정신과 씩씩하고 용감한 기상을 향나무의 늘 푸른 잎과 단단한 가지에서 따왔다.
  - 향나무의 은은한 향기처럼 세상에 널리 퍼져 아름다운 삶을 살아가자는 뜻이다.

## 참고 자료
- 영순초등학교 - 한국교육학술정보원 학교알리미